# UMAX
UMAX Technologies je mezinárodní firma se sídlem na Tchaj-wanu, založená roku 1987. Zabývá se výrobou a prodejem notebooků, tabletů, tiskáren, skenerů a příslušenství.

## Historie
Firma UMAX se poprvé dostala na evropský trh prodejem počítačů SuperMac – klonů Apple Macintosh, licence na systém Mac OS 8 pro SuperMac však vypršela v červenci 1998. Během druhé poloviny 90. let začal UMAX vyrábět počítače kompatibilní s IBM PC, nedlouho potom se však začal specializovat zejména na výrobu skenerů. 
V roce 1995 byl UMAX největší tchajwanský výrobce skenerů s 13% podílem na světovém trhu (2. největší na světě po HP). V roce 1997 byl UMAX dokonce největším výrobcem skenerů na světě, ale v roce 1999 byl opět předběhnut firmou HP, jejíž podíl se zvýšil z 13% na 26%.